# (612574) 2003 QB91
2003 QB91, também escrito como 2003 QB91, é um objeto transnetuniano que está localizado no Cinturão de Kuiper, uma região do Sistema Solar. Este corpo celeste é classificado como um plutino, pois, o mesmo está em uma ressonância orbital de 2:3 com o planeta Netuno. Ele possui uma magnitude absoluta de 6,2 e tem um diâmetro estimado com 253 km.

## Descoberta
2003 QB91 foi descoberto no dia 24 de agosto de 2003 pelo astrônomo Marc W. Buie.

## Órbita
A órbita de 2003 QB91 tem uma excentricidade de 0,196 e possui um semieixo maior de 39,144 UA. O seu periélio leva o mesmo a uma distância de 31,455 em relação ao Sol e seu afélio a 46,833 UA.